# Островниця-Кольонія
Островниця-Кольонія (пол. Ostrownica-Kolonia) — село в Польщі, у гміні Казанув Зволенського повіту Мазовецького воєводства.
Населення — 91 особа (2011).
У 1975-1998 роках село належало до Радомського воєводства.

## Демографія
Демографічна структура станом на 31 березня 2011 року:
|          | Загалом | Допрацездатний вік | Працездатний вік | Постпрацездатний вік |
| -------- | ------- | ------------------ | ---------------- | -------------------- |
| Чоловіки | 43      | 4                  | 34               | 5                    |
| Жінки    | 48      | 8                  | 20               | 20                   |
| Разом    | 91      | 12                 | 54               | 25                   |